# 均衡點

托勒密天文學的基本元素，顯示行星在本輪（較小的虛線圓）、均輪（較大的虛線圓）、偏心（×）和均衡點（•）。

均衡點（equant或punctum aequans）是托勒密在2世紀時開發，用於解釋行星運動的數學概念。均衡點用於解釋行星在軌道不同階段時所觀測到的行星軌道速度變化。這個概念允許托密在維持一致的圓周運動理論下，通過一個在圓上均勻運動的點，圍繞另一個圓的均勻運動，描述出天體在天球上的路徑。

## 位置
均衡點（顯示在圖中的大黑點：•）的位置在以均輪的中心（以 × 代表）相對於地球是中心對稱的點上。從這個點觀察行星或本輪的中心（攜帶行星的小圓），能以恆定的角速度運動。換言之，一個在假設的均衡點上的觀測者，觀察到的本輪中心是以穩定的角速度在移動。然而，本輪的中心相對於均輪的移動不是恆定的速度。
使用本輪的原因是要保持天體的圓周運動是常數的假象，以符合由亞里士多德出於哲學原因而產生長期信仰的一篇文章，同時又能與觀測與計算的天體運動，特別是太陽和月球之外，所有太陽系中有大大小小視逆行運動的天體最匹配。

## 方程式
角α的頂點位於本輪的中心，它的邊分別與行星和均衡點相交，是時間t的函數：
{\displaystyle \alpha (t)=\Omega t-\arcsin \left({\frac {E}{R}}\sin(\Omega t)\right)}
其中的Ω從半徑為R的均輪，距離為E的均衡點觀察，是穩定（常數）的角速度。
均衡點模型有一個天體在不與地球共用中心的一條圓型路徑（均輪）上移動。物體移動的速度在其圍繞外圈（虛線）的軌道中會有所不同，上半部分得度較快，下半部分的速度較慢。只是從均衡點觀察，運動被認為是均勻的，行星在相同的時間移動相同的角度。但從軌道內的其它任何一點觀看時，該行星的速度是不均勻的。

## 發現和使用
托勒密在《天文學大成》中介紹了均衡點。均衡點是根據亞里士多德物理學必須設置的，這是取決於他自己和某個"賢者"（也許是斯米爾納）。
在托勒密之前的宇宙模型中，通常歸因於喜帕恰斯，已經有偏心和本輪的特徵存在著。公元1世紀的羅馬普林尼，他顯然有機會獲得已故希臘天文學家的著作，而不是全靠他自己一個人，已經正確的知道五顆行星的拱點和黃道的。這些數據需要偏心運動中心的概念，我們對喜帕洽斯有許多的了解，都是通過托勒密的《天文學大成》這部作品獲得的。喜帕恰斯的模型解釋了地球上的季節長度（稱為"第一近點角"）和行星逆行運動外觀（稱為"第二近點角"）的差異。但是喜帕恰斯無法預測與觀測相匹配的行星逆行位置和持續的時間；他可以符合位置，也可以符合時間，但不能同時符合兩者。托勒密引進了均衡點解決了這個矛盾：位置由均輪和本輪決定，而持續時間由觀察到均勻運動的均衡點來測量和決定。
托勒密的天文學模型被用作一種技術，即使均衡點和偏心是違反純亞里士多德物理學要求所有運動的中心都集中在地球，但依然可以回答占星術和預測行星位置的問題將近1,500年。幾個世紀以來，糾正這種違反行為一直是學者們關注的焦點，最終解決問題的是伊本·阿爾沙蒂爾和哥白尼。托勒密的預測，需要相關的學者在這幾個世紀不斷的監督和糾正，最後終結於第谷·布拉赫在烏拉尼堡的觀測。
直到克卜勒依據他和第谷在烏拉尼堡觀測收集的數據，發表了他的《新天文學》，托勒密的模型才被新的幾何模型完全取代。

## 批評
均衡點解決了行星異常運動的最後一個主要問題，但有些人認為這損害了古希臘哲學家和天文學家的原則：圍繞地球的均勻圓周運動。一般假定從均輪中心觀察到均勻性，由於只發生在一個點，因此從其它任何店觀察到的都是非均勻運動。托勒密明確地將觀察點從均輪的中心移至均衡點。這可被視為違反了均勻的圓周運動規則的一部分。對均衡點的批評者包括圖西對作為替代解釋的波斯天文學家納西爾丁·圖西，和以一對新週期本輪替代均輪的哥白尼。對均衡點的厭惡是哥白尼建構其日心系統的主要動機。這種不同於以地球為中心圍繞的完美圓周運動，困擾了許多思想家，特別是認為均衡點是可怕的架構，而建立天體運行論的哥白尼。哥白尼將地球由宇宙的中心移開，通過逆行運動是光學上錯覺的解釋，使托勒密的本輪運動不再是主要的需求，但他仍將兩個小輪引入每顆行星的運動來取代均衡點。

## 外部連結
- Ptolemaic System（页面存档备份，存于） – at Rice University's Galileo Project
- Java simulation of the Ptolemaic System – at Paul Stoddard's Animated Virtual Planetarium, Northern Illinois University